# 푸에르타사우루스

푸에르타사우루스(Puertasaurus)는 백악기 후기에 남미의 아르헨티나에 서식했던 용각류중에 하나인 공룡이다. 이름의 학명은 푸에르타의 도마뱀이며 티타노사우루스과에 속하는 공룡이다. 2005년에 발굴된 공룡이고 아르헨티노사우루스와 함께 거대한 남미의 용각류로 몸길이가 40M에 몸무게가 100TON으로 추산했으나 지금은 몸길이 30M에 몸무게는 50톤으로 보고 있다.

## 푸에르타사우루스의 특징
푸에르타사우루스는 아르헨티노사우루스와 함께 남미의 거대한 용각류이며 몸집이 비대하다. 이것은 같은 티타노사우루스과들과 비교해도 큰 몸집으로서 발견된 배추의 높이가 1.06M에 너비 1.68M로 아르헨티노사우루스보단 낮았지만 너비는 훨씬 넓어 현재까지 알려진 육상동물의 척추중엔 가장 넓었다. 때문에 육식공룡도 다 자라면 거대한 몸집이 되는 푸에르타사우루스를 함부로 건들지 못하였다. 푸에르타사우루스도 역시 초식공룡이며 나뭇가지들에 달려있는 나뭇잎과 열매를 즐겨 먹었다. 거대함에 있어선 아르헨티노사우루스같은 친척들을 포함해 다른공룡에 밀리지 않는 크기로 육식공룡들은 푸에르타사우루스의 어린 개체나 다 늙어 죽어가는 푸에르타사우루스를 주로 공격하여 잡아먹었을 것이다.

## 푸에르타사우루스를 발견한것에 관한 의의
푸에르타사우루스의 발견은 남미의 거대한 용각류를 더욱 많이 발견한것에 의의가 크며 아르헨티노사우루스와 함께 남미를 대표하는 거대한 용각류로 자리매김하게 되었다. 또한 이 공룡을 토대로 남미의 다른 용각류인 타푸이아사우루스를 2011년에 발견했으며 사르미엔토사우루스를 2016년에 발굴하는 계기가 되었다. 또한 거대한 용각류를 발굴하였기에 그만큼 발견한 뜻이 큰 공룡이라고 할 수 있다.